# Paryphoconus flavidus
Paryphoconus flavidus är en tvåvingeart som först beskrevs av Oskar Augustus Johannsen 1943.  Paryphoconus flavidus ingår i släktet Paryphoconus och familjen svidknott.
Artens utbredningsområde är Guyana. Inga underarter finns listade i Catalogue of Life.